# جزیره مصنوعی

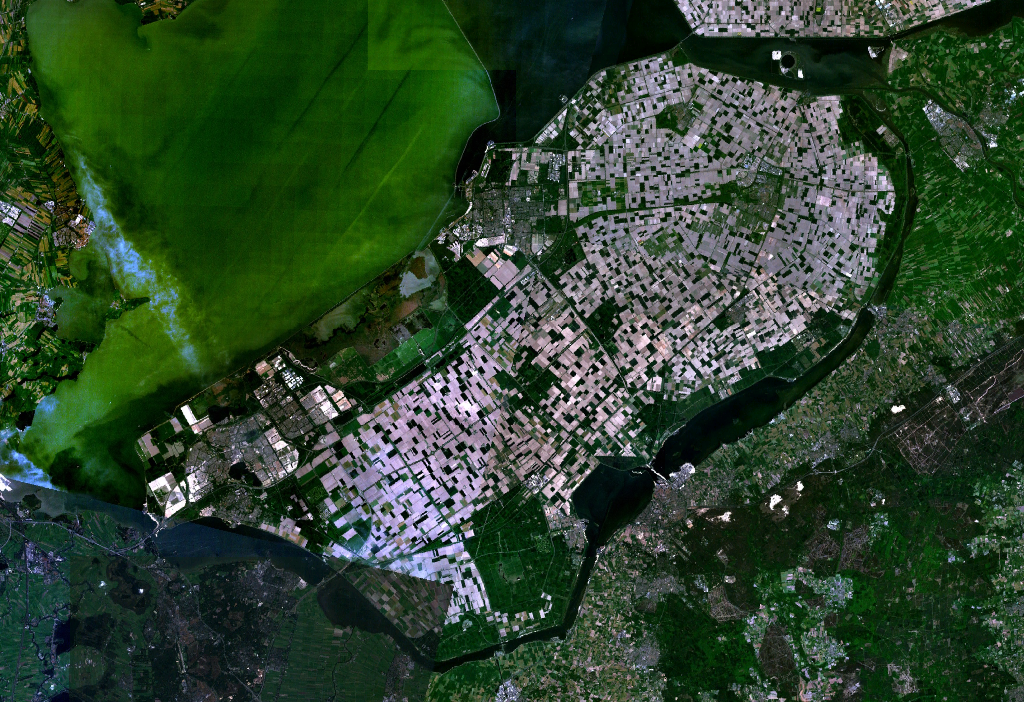
فلیووپولدر در هلند با مساحت ۹۷۰ کیلومتر مربع بزرگ‌ترین جزیره ساخته‌شده از راه احیای اراضی در جهان است.

جزیرهٔ مصنوعی یا جزیرهٔ انسان‌ساخت نوعی جزیره است که به‌جای ساخته‌شدن توسط طبیعت، انسان‌ها آن را به‌وجود آورده‌اند. اندازه جزیره‌های مصنوعی متنوع است و از جزایر کوچک در اندازه یک ساختمان تا جزایری که تمامی یک شهر را در خود جای می‌دهند متغیر است.

## بزرگ‌ترین جزیره‌های مصنوعی بر پایه اندازه آن‌ها (اراضی احیاشده)
| ردیف | نام                            | وسعت (کیلومتر مربع) | موقعیت                    | سال ساخت | کاربری                               |
| ---- | ------------------------------ | ------------------- | ------------------------- | -------- | ------------------------------------ |
| 1    | Flevopolder                    | ۹۷۰                 | فلیوولاند، هلند           | ۱۹۶۸     | شهرک، کشاورزی                        |
| 2    | جزیره یاس                      | ۲۵                  | ابوظبی، امارات متحده عربی | ۲۰۱۸     | پیست یاس مارینا                      |
| 3    | فرودگاه بین‌المللی کانزای       | ۱۰٫۶۸               | اوساکا, ژاپن              | ۱۹۹۴     | فرودگاه                              |
| 4    | فرودگاه بین‌المللی هنگ کنگ      | ۹٫۴                 | هنگ کنگ                   | ۱۹۹۸     | فرودگاه                              |
| 5    | نخل جبل علی                    | ۸                   | دبی، امارات               | نامشخص   | در دست ساخت                          |
| 6    | فرودگاه بین‌المللی چوبو سنترایر | ۶٫۸                 | توکونامه، آیچی، ژاپن      | ۲۰۰۵     | فرودگاه                              |
| 7    | نخل جمیرا                      | ۶٫۵                 | دبی، امارات               | ۲۰۰۲     | مسکونی                               |
| 8    | Rokko Island                   | ۵٫۸                 | کوبه، ژاپن                | ۱۹۹۲     | مسکونی                               |
| 9    | Fundão Island                  | ۵٫۲۳                | ریو دو ژانیرو، برزیل      | ۱۹۸۳     | Federal University of Rio de Janeiro |
| 10   | Port Island                    | ۵٫۲                 | کوبه، ژاپن                | ۱۹۸۱     | مسکونی                               |
| 11   | Willingdon Island              | ۳٫۹۶                | کوچی، هند                 | ۱۹۳۶     | Port, Naval Base                     |